# Geodiscelis megacephala
Geodiscelis megacephala är en biart som beskrevs av Michener och Rozen 1999. Geodiscelis megacephala ingår i släktet Geodiscelis och familjen korttungebin. Inga underarter finns listade i Catalogue of Life.